# خسوس لاررازا
خسوس لاررازا (انگلیسی: Jesús Larraza; ۲۰ ژوئیهٔ ۱۹۰۳ – ۷ مهٔ ۱۹۲۶) بازیکن فوتبال اهل اسپانیا بود.
از باشگاه‌هایی که در آن بازی کرده‌است می‌توان به باشگاه فوتبال اتلتیک بیلبائو اشاره کرد.
وی همچنین در تیم ملی فوتبال اسپانیا بازی کرده‌است.